# Eirene
(Esiodo, Teogonia, 901)
Eirene o Irene (in greco antico: Eἰρήνη?, Eirḕnē) era nella mitologia greca la dea della Pace, di cui costituisce la personificazione. Figlia di Zeus e di Temi, era una delle Ore. Il corrispondente nella mitologia romana era Pax.
La dea era raffigurata da una giovane donna recante, in una mano, un ramoscello d'olivo con la cornucopia e nell'altra Pluto, simboli di quella ricchezza e dell'abbondanza che solo la pace può donare.
Famosa la statua della dea di Cefisodoto il Vecchio, della quale oggi possediamo una copia romana. Interessante notare che lo storico dell'arte Roberto Longhi paragonava l'elegante figura della Madonna di Loreto (Caravaggio) proprio a questa scultura.
Alla dea furono eretti altari e statue ad Atene e a Roma. In quest'ultima città Vespasiano e Domiziano fecero erigere un tempio con portici e giardini (Tempio della Pace, più tardi considerato uno dei Fori Imperiali). La dea venne rappresentata anche sulle monete.

## Letteratura
La divinità dà il titolo a una famosa commedia di Aristofane, Εἰρήνη, di cui è protagonista.
È citata da Euripide nelle Baccanti (419/420) : "... la Dea che dispensa ricchezza e fa crescere i giovani..."